# Stanisław Kołek
Stanisław Kołek z Węchadłowa herbu Trąby (zm. po 1648) – rotmistrz, dyplomata.

## Życiorys
Urodził się w ubogiej rodzinie szlacheckiej Kołków herbu Trąby, wywodzącej ze wsi Kołki w powiecie wiślickim a osiadłej w powiecie rudeckim. Był synem Mikołaja Kołka z Węchadłowa i Anny z Dembińskich, odziedziczył po rodzicach wieś Horobacze.

Związany ze Stanisławem Koniecpolskim, którego był dworzaninem. Hetman wykorzystywał jego zdolności dyplomatyczne i znajomość języka tureckiego, był tłumaczem i posłem hetmańskim do porty osmańskiej, w latach 1637–1646.
W 1648 wyjeżdżał z misją dyplomatyczną do Stambułu, jako poseł Jana Kazimierza. Po klęskach wojsk koronnych nad Żółtymi Wodami i pod Korsuniem został rotmistrzem chorągwi jazdy kozackiej ziemi lwowskiej. Był uczestnikiem ówczesnych walk z wojskami kozackimi i tatarskimi.

Żonaty z Konstancją Brodziczówną, zmarł bezpotomnie, dziedziczyły po nim jego siostry – Zofia Komorowska, Konstancja Mnińska i Marianna Stadnicka.